# Ragazze per la città
Ragazze per la città (Girls About Town) è un film del 1931, diretto da George Cukor. Costituisce un ritratto delle giovani che vivono nelle metropoli, ricche e viziate.

## Produzione
Il film fu prodotto da Raymond Griffith (produttore associato) per la Paramount Pictures.

## Distribuzione
Distribuito dalla Paramount Pictures, il film uscì nelle sale cinematografiche USA il 7 novembre 1931.

### Data di uscita
- Canada	1931
- USA	7 novembre 1931
- Francia	18 dicembre 1931
- Finlandia	30 luglio 1933
- USA  1958 TV

Alias
- Girls About Town	USA (titolo originale)
- Girls About Town	Francia
- Ragazze per la città	Italia